# Marie-Catherine de Villedieu
Marie-Catherine de Villedieu, född Marie-Catherine Desjardins och känd som Madame de Villedieu, född 1640, död 1683, var en fransk författare. 
Hon debuterade 1661 och är känd för sina pjäser, romaner och sin kortare skönlitteratur.